# Imst (stad)
Imst is een gemeente in het district Imst van de Oostenrijkse deelstaat Tirol.
Imst ligt in het Oberinntal, daar waar de Gurglbach uitmondt in de Inn en wordt door de inwoners onderscheiden in Oberstadt en Unterstadt. Verder behoren ook de kernen Brennbichl, Gunglgrün, Sonnberg, Weinberg, Hoch-Imst en Teilweisen tot de gemeente Imst.

## Verkeer en vervoer
Reeds in de Romeinse tijd was Imst een belangrijk verkeersknooppunt, gelegen aan de Via Claudia Augusta. Ook heden ten dage is de stad goed bereikbaar voor de rest van Tirol, met snelle verbindingen naar de Fernpas, Flexenpas en de Arlbergpas. De pas Hahntenjoch geeft een verbinding tussen het Oberinntal met het Lechtal. Verder is Imst gelegen aan de Inntal Autobahn (A12) en aan de Arlbergspoorlijn, met het treinstation Imst-Pitztal.

## Economie
De industriegeschiedenis van Imst is grotendeels gevormd door de mijnbouw in de 15e en 16e eeuw en de textielindustrie in de 18e en 19e eeuw. Tot deze tijd verkochten vogelhandelaren uit Imst de door hen gefokte zangvogels in heel Europa. De Oostenrijkse componist Carl Zeller schreef hierover een operette.
Tegenwoordig is het grootste deel van de beroepsbevolking er werkzaam in de handels-, de industrie- of de toeristensector. Landbouw is steeds minder belangrijk geworden. In de zomer is Imst een centrum voor rafting en kanovaren.

## Geschiedenis
Imst werd reeds in de bronstijd bewoond. In 763 werd Imst voor het eerst in een officieel document vermeld als oppidum humiste, wat zoiets als "uitstromende bron" betekent en wat uiteindelijk de naam aan de stad zou geven. In 1266 verwierf graaf Meinhard II van Tirol het gebied uit Beiers bezit en hij verleende Imst in 1282 marktrechten. In 1822 werd een groot deel van de stad door brand verwoest; slechts veertien van de 220 huizen bleven overeind staan. Pas in 1898 kreeg Imst stadrechten. In 1949 richtte de jeugdwelzijnswerker Hermann Gmeiner, na de Tweede Wereldoorlog ontsteld door het leed dat oorlogswezen en dakloze kinderen doormaakten, de stichting SOS-kinderdorpen op. Samen met vrienden bouwde hij met slechts 600 Oostenrijkse schillingen op zak het eerste SOS-kinderdorp in Imst, in de wijk Sonnberg. Inmiddels zijn er wereldwijd meer dan 450 SOS-kinderdorpen waar 58.000 kinderen worden opgevangen.

## Foto's

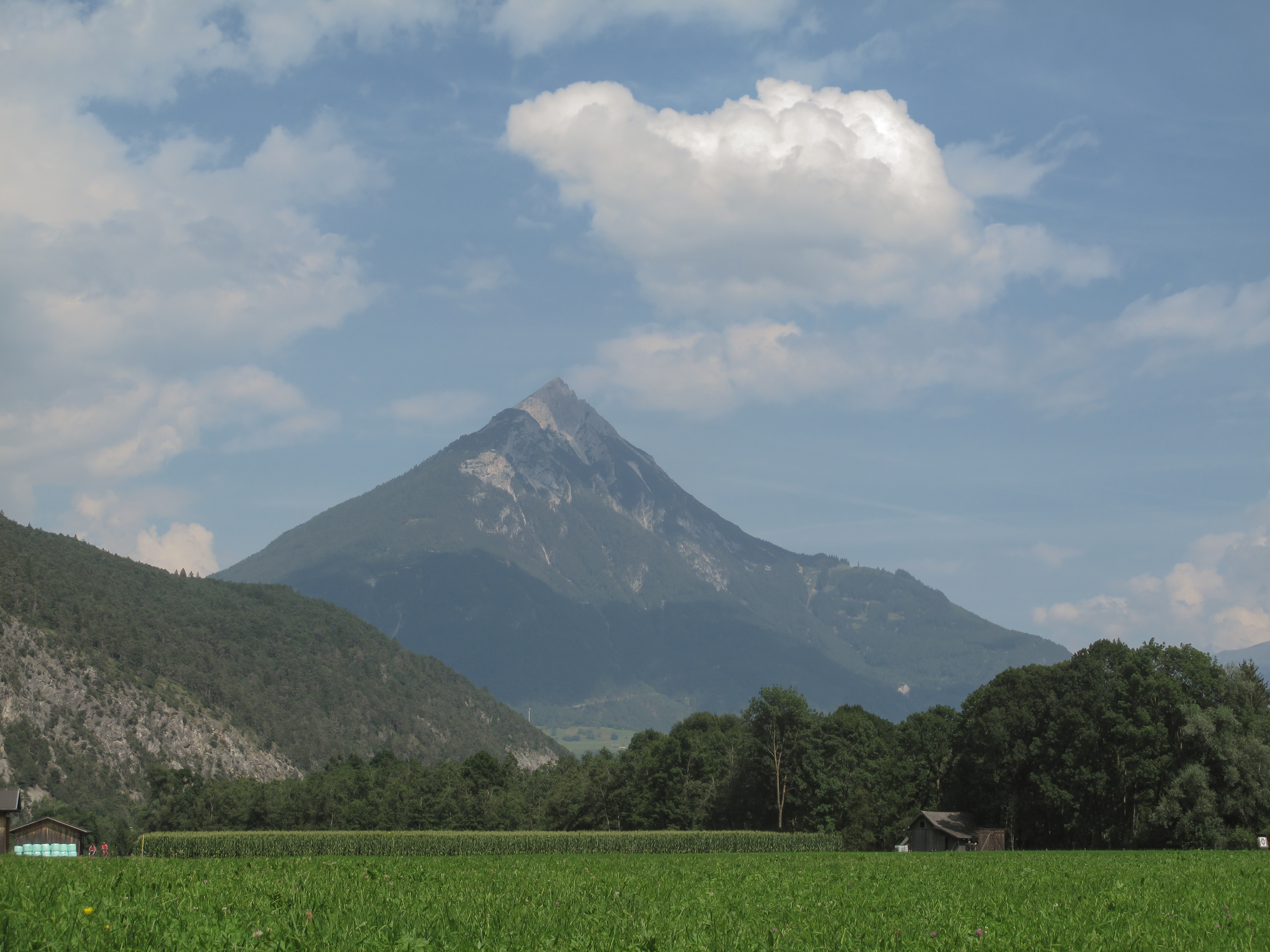
tussen Mils-Au en Imst, panorama
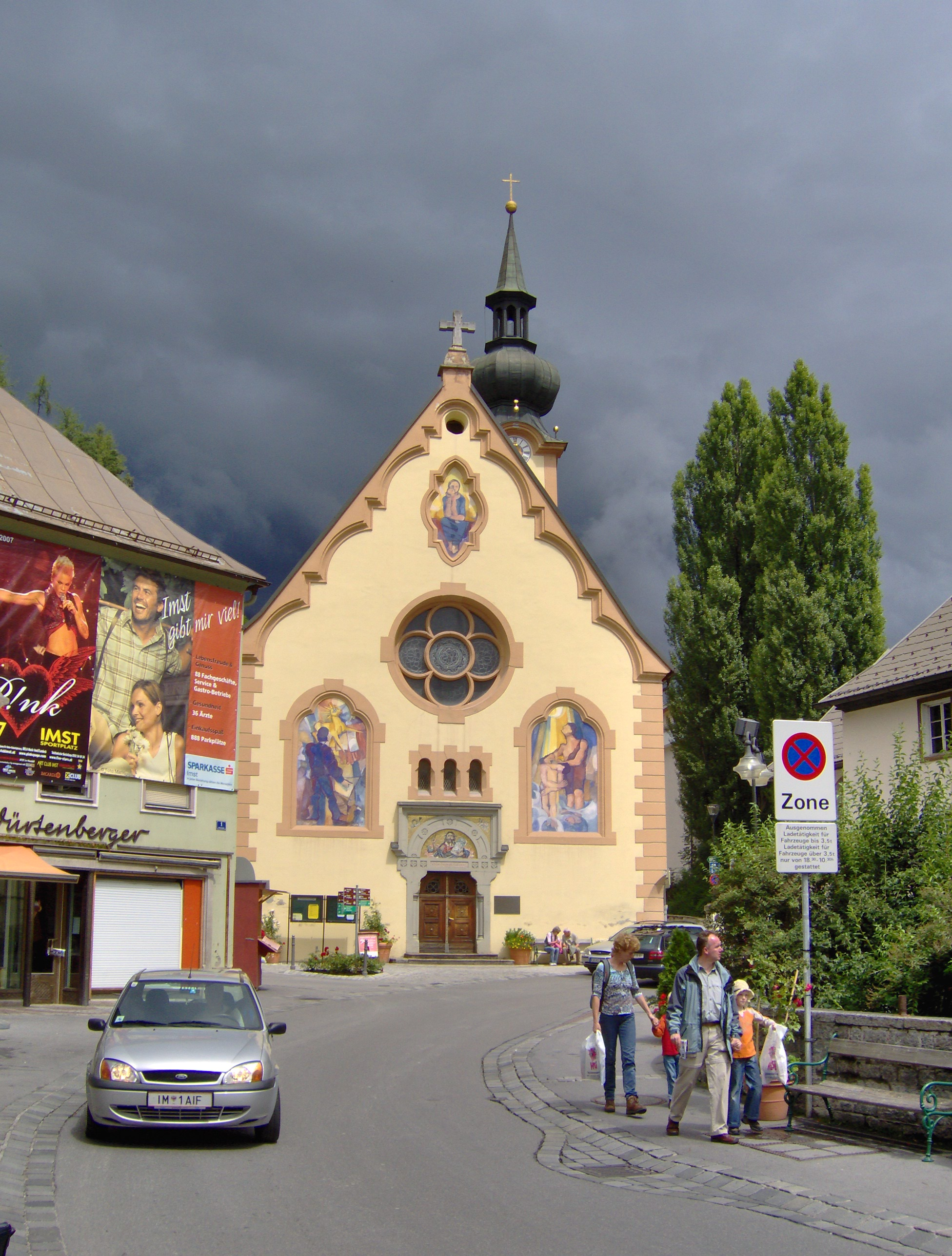
Imst, kerk: die Johanniskirche
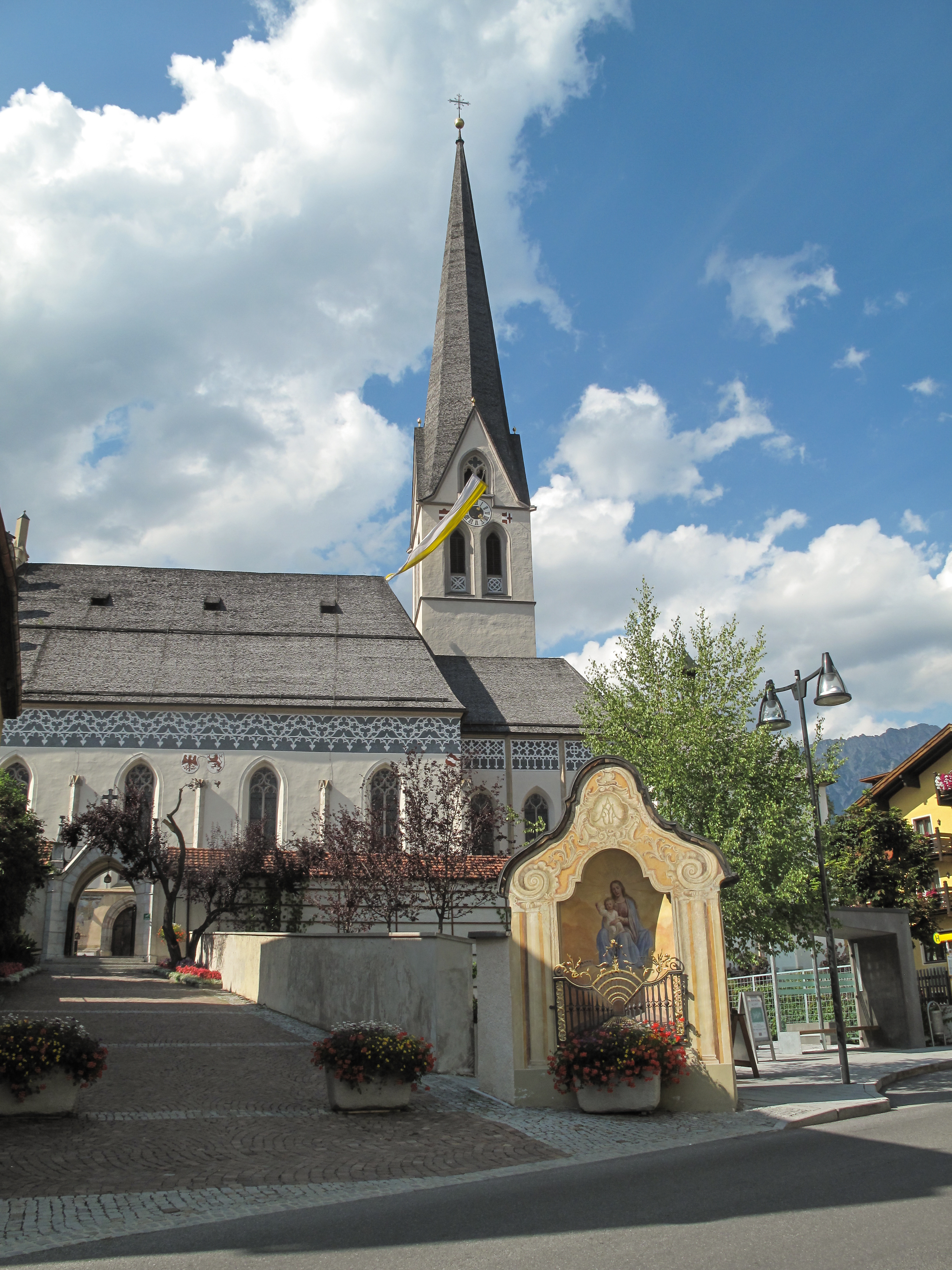
Imst, kerk: Maria Himmelfahrtkirche
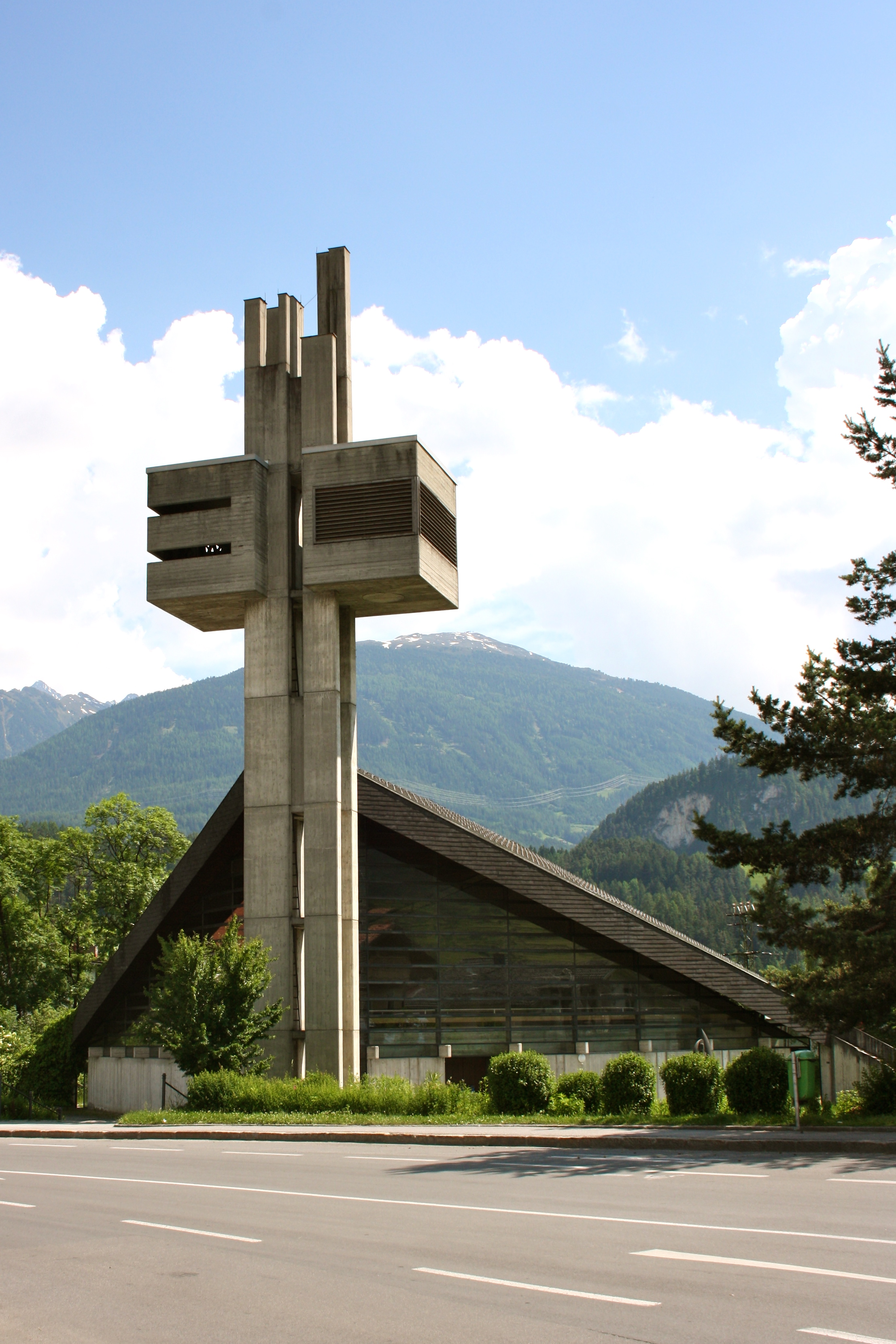
Imst, kerk: Kirche zu den Heiligen Engeln
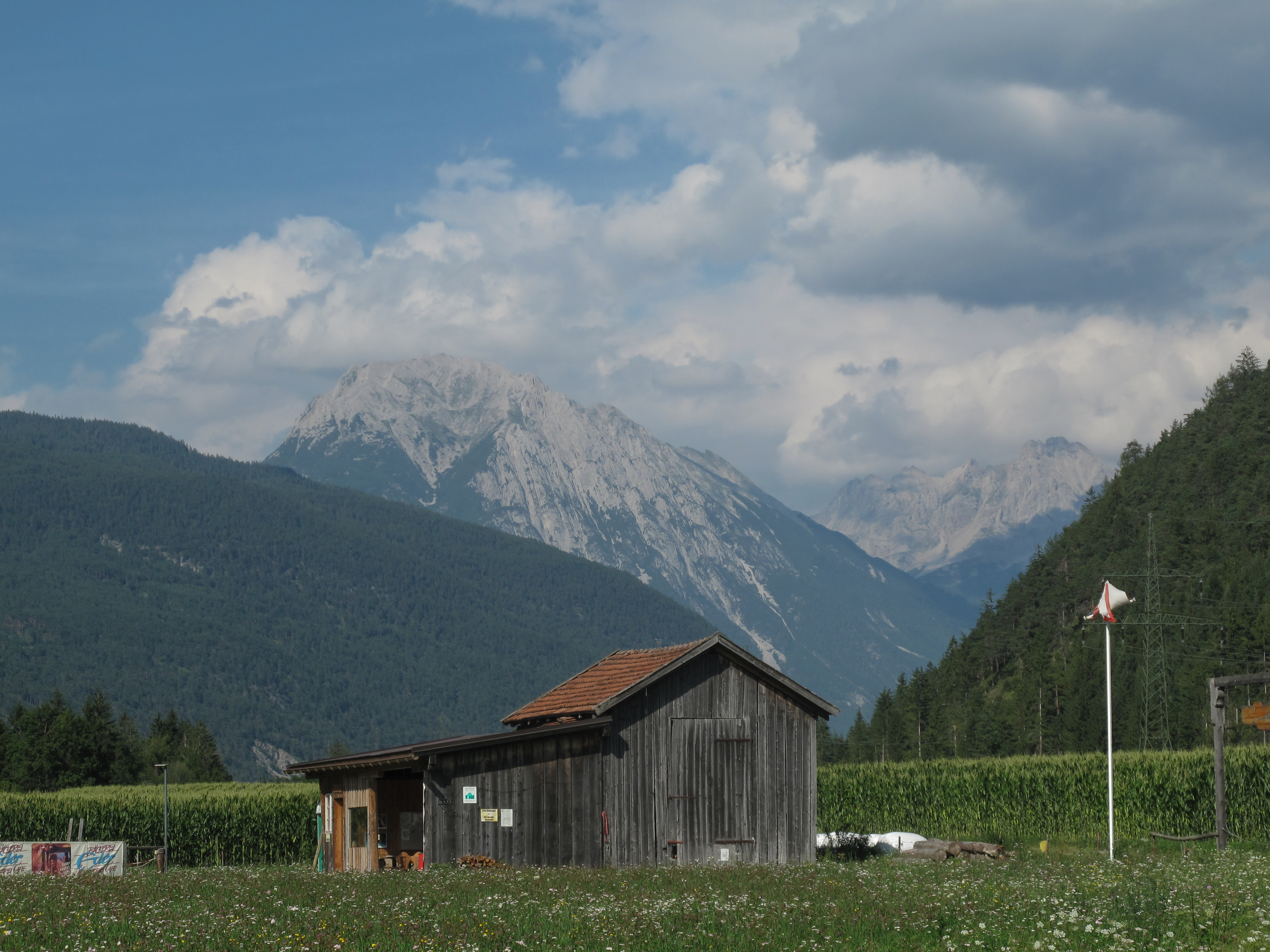
tussen Imst en Tarrenz, houten schuur in panorama